# Charlotte Löwensköld
Pour plus de détails, voir Fiche technique et Distribution.
Charlotte Löwensköld est un film suédois réalisé par Gustaf Molander, d'après le roman de Selma Lagerlöf, sorti en 1930.

## Fiche technique
- Titre : Charlotte Löwensköld
- Réalisation : Gustaf Molander
- Scénario : Ragnar Hyltén-Cavallius d'après le roman de Selma Lagerlöf
- Photographie : Julius Jaenzon
- Montage : Rolf Husberg (en)
- Musique : Jules Sylvain (en)
- Pays d'origine : Suède
- Format : Noir et blanc - 1,33:1 - Mono
- Genre : drame
- Durée : 85 minutes
- Date de sortie : 1930

## Distribution
- Pauline Brunius (en) : Beate Ekenstedt
- Gertrud Pålson-Wettergren (en) : Anna Svärd
- Birgit Sergelius (en) : Charlotte Löwensköld
- Axel Nilsson (en) : Forsius
- Stina Berg (en) : Mme Forsius
- Eric Barclay : Karl-Artur Ekenstedt
- Urho Somersalmi (en) : Schagerström
- Kolbjörn Knudsen (en) : Pontus Friman
- Edith Wallén : Thea Sundler
- Alfred Lundberg (en) : Évêque